# 斯圖特弗洛格冰川
71°56′S 4°45′E / 71.933°S 4.750°E
斯圖特弗洛格冰川（挪威語：Stuttflogbreen）是南極洲的冰川，位於東部南極洲的毛德皇后地，屬於穆利格-霍夫曼山脈地區，該冰川由挪威製地圖師繪入地圖。